# Albron
Albron is de grootste onafhankelijke Nederlandse cateraar, in 1997 ontstaan uit de fusiepartners BRN Catering en Service One Catering. In 2021 telt Albron circa 700 locaties en heeft het zo'n 3800 medewerkers.

## Historie
BRN Catering en Service One Catering vinden hun oorsprong in de 19e eeuw in De Volksbond tegen Drankmisbruik. (Zie ook: koffiehuis.) De eerste koffiehuizen voor havenarbeiders en spoorwegmedewerkers ontstonden met de inslag om alcoholmisbruik te voorkomen. De Rotterdamse afdeling van De Volksbond en de Utrechtse Spoorweg Vereniging ontwikkelden zich vervolgens tot respectievelijk BRN (Rotterdam) en Service One Catering (Utrecht). In 1997 fuseren de beide partners tot het huidige Albron. Drie jaar later openen de deuren van het hoofdkantoor in De Meern. In 2004 gaat Albron de eerste internationale alliantie aan met het Zwitserse D.S.R., in 2006 gevolgd door de Japanse cateraar Green House en in 2008 door de Scandinavische cateraar Fazer. In 2009 vult het Franse Ansamble de alliantie aan en krijgt deze de naam SixContinents. Samen zijn de bedrijven in 17 landen actief.
In 2006 won Albron de innovatietrofee van de Algemene Werkgeversvereniging Nederland (AWVN), de grootste werkgeversorganisatie van Nederland. Belangrijkste aanleiding hiertoe was de sociale innovatie van Albron waardoor het ziekteverzuim daalde. Deze prijs droeg bij aan de ontwikkeling van (Maatschappelijk Verantwoord Ondernemen) binnen Albron, waaruit drie thema's ontstonden: samenleving, natuur en gezondheid. Binnen elk thema zijn projecten die Albron ondersteunt of uitvoert, zoals De Groene Zaak, Cradle to cradle en Jongeren Op Gezond Gewicht (JOGG).
Tijdens de Olympische Spelen van Beijing (2008), Vancouver (2010) en Londen (2012) verzorgde Albron de catering in het Holland Heineken House. En sinds 2010 verzorgt Albron de Horeca en Retail Food activiteiten in alle Nederlandse en Belgische vestigingen van Center Parcs.

## Tijdlijn
| Jaar | Gebeurtenis |
| ---- | --- |
| 1870 | Bootwerkers in de haven van Rotterdam staken. Een van de eisen is het inrichten van wacht- en schaftlokalen.              |
| 1889 | Oprichting van de Rotterdamse afdeling van de Volksbond. Deze bond heeft een sterke sociale functie en achtergrond.       |
| 1899 | Het eerste koffiehuis van de bond opent zijn deuren.                                                                      |
| 1909 | Oprichting van de Spoorweg Onthoudersvereniging (SOV) te Amsterdam.                                                       |
| 1928 | Exploitatie van de eerste kantine.                                                                                        |
| 1929 | In 18 lokalen van de Volksbond worden op jaarbasis 207.635 broodjes en bolussen verkocht.                                 |
| 1947 | Nieuwe Stichting SOV-kantines heeft drie kantines op spoorwegstations. In 1950 zijn dat er zes.                           |
| 1977 | De oorspronkelijke Volksbond wordt Stichting Bedrijfsrestauratie Nederland (BRN).                                         |
| 1979 | De oorspronkelijke SOV wordt Service One Catering.                                                                        |
| 1997 | BRN en Service One Catering fuseren tot Albron Nederland bv.                                                              |
| 2000 | Het hoofdkantoor in De Meern opent zijn deuren.                                                                           |
| 2003 | Albron heeft meer dan 1200 locaties en 4300 werknemers.                                                                   |
|      | Albron sluit alliantie met Zwitserse cateraar D.S.R.                                                                      |
|      | De Japanse cateraar Green House sluit zich aan bij de alliantie.                                                          |
|      | Albron wint de innovatietrofee van AWVN.                                                                                  |
| 2008 | De alliantie wordt uitgebreid met de Scandinavische cateraar Fazer.                                                       |
|      | Tijdens de Olympische Zomerspelen in Beijing verzorgt Albron de catering in het Holland Heineken House.                   |
| 2009 | Het Franse Ansamble completeert de alliantie, die vanaf dan de naam SixContinents draagt.                                 |
| 2010 | Tijdens de Olympische Winterspelen in Vancouver verzorgt Albron wederom de catering in het Holland Heineken House.        |
|      | In alle Nederlandse en Belgische vestigingen van Center Parcs verzorgt Albron de catering.                                |
| 2012 | Tijdens de Olympische Zomerspelen in Londen verzorgt Albron voor de derde maal de catering in het Holland Heineken House. |